# Джузеппа Барбапіккола
Джузеппа Елеонора Барбапіккола (італ. Giuseppa Eleonora Barbapiccola, 1702 — 1740) — італійська вчена, натурфілософ, поетеса та перекладачка. Відома своїм перекладом «Принципів філософії» Рене Декарта італійською мовою в 1722 році.
Була членом Аркадської академії у Болоньї під іменем Мірістіка. Часто публікувала поеми разом з подругою, Луїзою Віко. В перекладі «Принципів філософії» вона заявляє, що жінки, на відміну від того, що вважають її сучасники, не інтелектуально відсталі від природи, просто їм не вистачає освіти.